# Карлос-Фермин-Фицкарральд
Карлос-Фермин-Фицкарральд (исп. Provincia de Carlos Fermín Fitzcarrald, кечуа Carlos Fermín Fitzcarrald pruwinsya) — одна из 20 провинций перуанского региона Анкаш. Площадь составляет 624,25 км². Население по данным на 2007 год — 21 322 человека. Плотность населения — 34,16 чел/км². Столица — город Сан-Луис.

## География
Расположена в восточной части региона. Граничит с провинциями: Юнгай (на западе), Асунсьон (на юго-западе), Уари (на юге), Антонио-Раймонди (на юго-востоке), Марискал-Лусуриага (на севере), а также с регионом Уануко (на востоке).

## Административное деление
В административном отношении подразделяется на 3 района:
- Сан-Луис
- Сан-Николас
- Яуя